# Australijskie Terytorium Stołeczne
Australijskie Terytorium Stołeczne (ang. Australian Capital Territory, ACT) – terytorium federalne Australii.

## Geografia
Australijskie Terytorium Stołeczne jest enklawą na terenie Nowej Południowej Walii w południowo-wschodniej części kontynentu australijskiego. Terytorium obejmuje miasto Canberra, które jest stolicą Związku Australijskiego, oraz tereny przyległe.

## Ustrój polityczny
Australijskie Terytorium Stołeczne ma własny rząd kierowany przez premiera, jednak jego decyzje mogą być unieważniane przez rząd australijski. W przeciwieństwie do innych terytoriów posiadających własne rządy, takich jak Norfolk, Wyspa Bożego Narodzenia czy Wyspy Kokosowe, nie posiada ono gubernatora ani administratora. Tę rolę pełni gubernator generalny Australii.

## Historia
Przed osadnictwem europejskim obszar Australijskiego Terytorium Stołecznego był zamieszkany przez trzy plemiona Aborygenów: Ngunnawal, Walgalu oraz Ngarigo.
Podczas podpisywania konstytucji australijskiej ustalono, że do czasu wybrania miejsca na stolicę jej funkcje będzie pełniło miasto Melbourne, stolica powstanie na obszarze Nowej Południowej Walii, jednakże w odległości co najmniej 100 mil od Sydney.
Australijskie Terytorium Stołeczne zostało wyznaczone w 1908, razem z Terytorium Jervis Bay, które zapewniało dostęp do morza. Zostało ustanowione przez parlament federalny w 1910.
Do 1938 funkcjonowało pod nazwą Federalne Terytorium Stołeczne (Federal Capital Territory, FCT). Własny rząd posiada od 1988.